# Dechtice
Dechtice este o comună slovacă, aflată în districtul Trnava din regiunea Trnava, pe malul râului Blava⁠(d). Localitatea se află la altitudinea de 186 m deasupra n.m., se întinde pe o suprafață de 19,46 km2 și în 2017 număra 1.851 de locuitori. Se învecinează cu comuna Chtelnica.

## Istoric
Localitatea Dechtice este atestată documentar din 1258.

## Demografie
| An:                | 1994 | 2004   | 2014   | 2024   |
| ------------------ | ---- | ------ | ------ | ------ |
| Număr de persoane: | 1760 | 1796   | 1868   | 1721   |
| Diferență:         |      | +2,04% | +4,00% | −7,86% |

| An:                | 2023 | 2024   |
| ------------------ | ---- | ------ |
| Număr de persoane: | 1748 | 1721   |
| Diferență:         |      | −1,54% |